# Telek
Il telek (anche detto gozma o rilok) è un tipo di pugnale utilizzato dai Tuareg, popolo berbero nomade del deserto del Sahara. Ha una lama dritta a doppio taglio e il pomello è a forma di croce. L'intero manico è avvolto con del filo di ottone. Il fodero in pelle ha un ampio anello, sempre in pelle, attaccato ad esso che viene messo sopra il polso sinistro; il coltello è appoggiato contro il lato interno del bracci e la maniglia è nella mano di chi la indossa. Mentre i tuareg sono di tradizione musulmana, il pomello a forma di croce venne adottato e mantenuto, dagli antenati cristiani dei Tuareg. I telek includono pomelli distintivi che sono spesso a forma di croce, ma non sempre. Alcuni telek sono realizzati con pale di stiletto europee riutilizzate montate su manici di produzione locale, ma tradizionalmente sono forgiate da fabbri locali.
Pugnali simili nella regione dell'Aïr sono noti come gozma, questo termine è spesso considerato intercambiabile con telek.